# Dreuil-lès-Amiens
Dreuil-lès-Amiens är en kommun i departementet Somme i regionen Hauts-de-France i norra Frankrike. Kommunen ligger i kantonen Amiens 1er (Ouest) som tillhör arrondissementet Amiens. År 2022 hade Dreuil-lès-Amiens 1 582 invånare.

## Befolkningsutveckling
Antalet invånare i kommunen Dreuil-lès-Amiens
| Referens: INSEE |